# Maria Isser
Maria Isser (ur. 22 października 1929, zm. 25 lutego 2011) – austriacka saneczkarka, mistrzyni świata i Europy.
Na mistrzostwach świata wywalczyła pięć medali. Dwukrotnie zdobywała złoto (w 1957 i 1960). W 1955 oraz 1959 zdobyła srebro w jedynkach. W 1955 zdobyła również srebrny medal w dwójkach mężczyzn startując w parze ze swoim bratem Josefem. Na mistrzostwach Europy wywalczyła sześć medali. Przez cztery kolejne lata (1952, 1953, 1954, 1955) zdobywała tytuł mistrzyni Europy. W swoim dorobku ma również srebro wywalczone w 1956 oraz brąz z 1951.